# بيت عريج (أرحب)

تعديل مصدري - تعديل

بيت عريج هي إحدى قرى عزلة بني مرة بمديرية أرحب التابعة لمحافظة صنعاء، بلغ تعداد سكانها 73 نسمة حسب تعداد اليمن لعام 2004.